# Пилкингтон, Лоррейн
Лорре́йн Пи́лкингтон (англ. Lorraine Pilkington; 1 января 1975, Дублин, Ирландия, Великобритания)[уточнить] — ирландская актриса.

## Биография
Лоррейн Пилкингтон родилась 1 января 1975 года в Дублине (Ирландия), став одним из четверых детей в семье своих родителей.
Лоррейн дебютировала в кино в 1991 году, сыграв роль Роуз в фильме «Чудо». Всего Пиклингтон сыграла в 34-х фильмах и телесериалах.
С ноября 2001 года Лоррейн замужем за режиссёром Саймоном Мэсси, c которым она встречалась год до их свадьбы. У супругов есть три сына: Майло Мэсси (род. в мае 2001), Лука Мэсси (род. в январе 2005) и Иниго Мэсси.